# Đại học Al Azhar

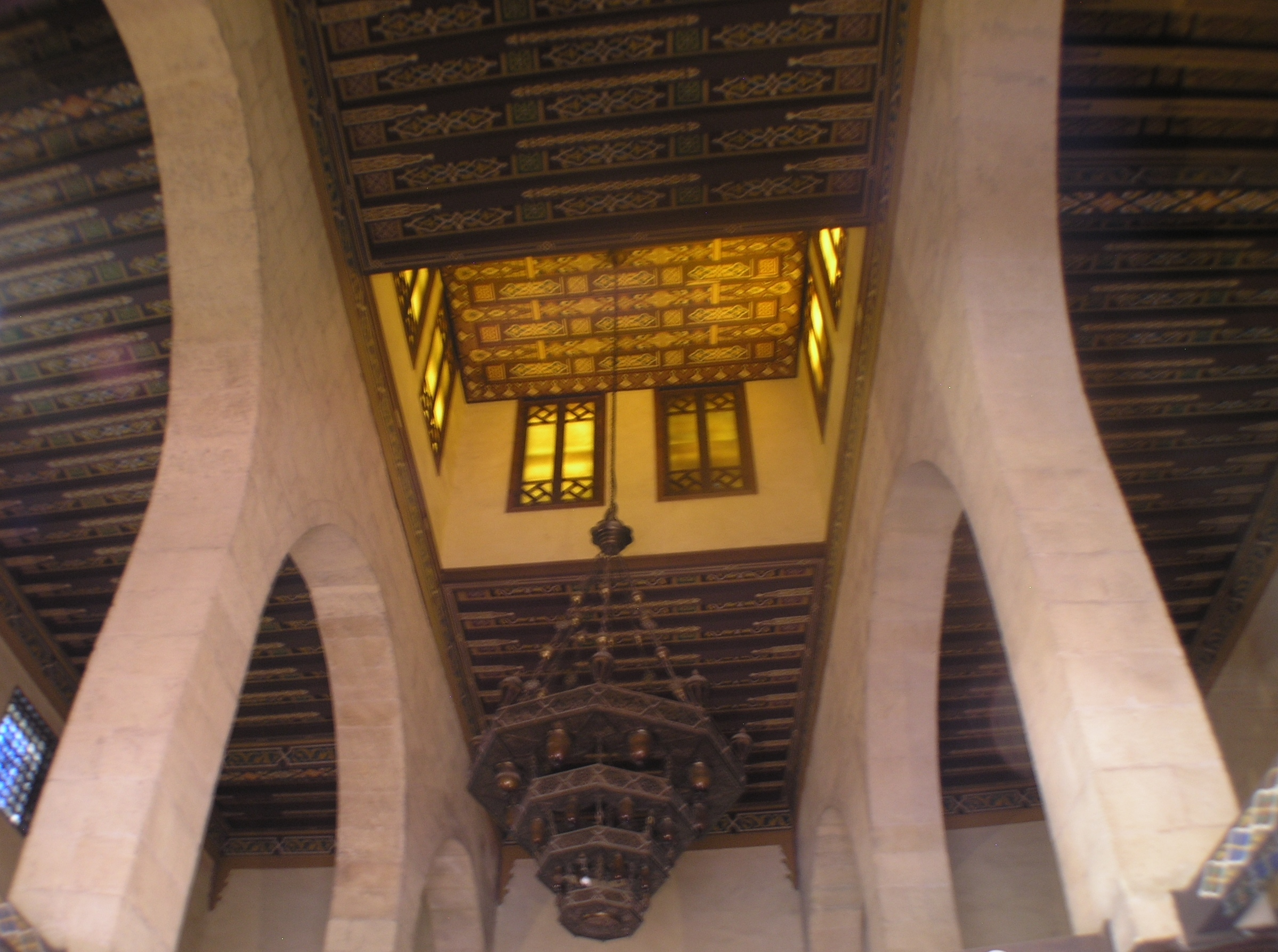
A chandelier adorns the woodworked ceiling of a prayer hall.

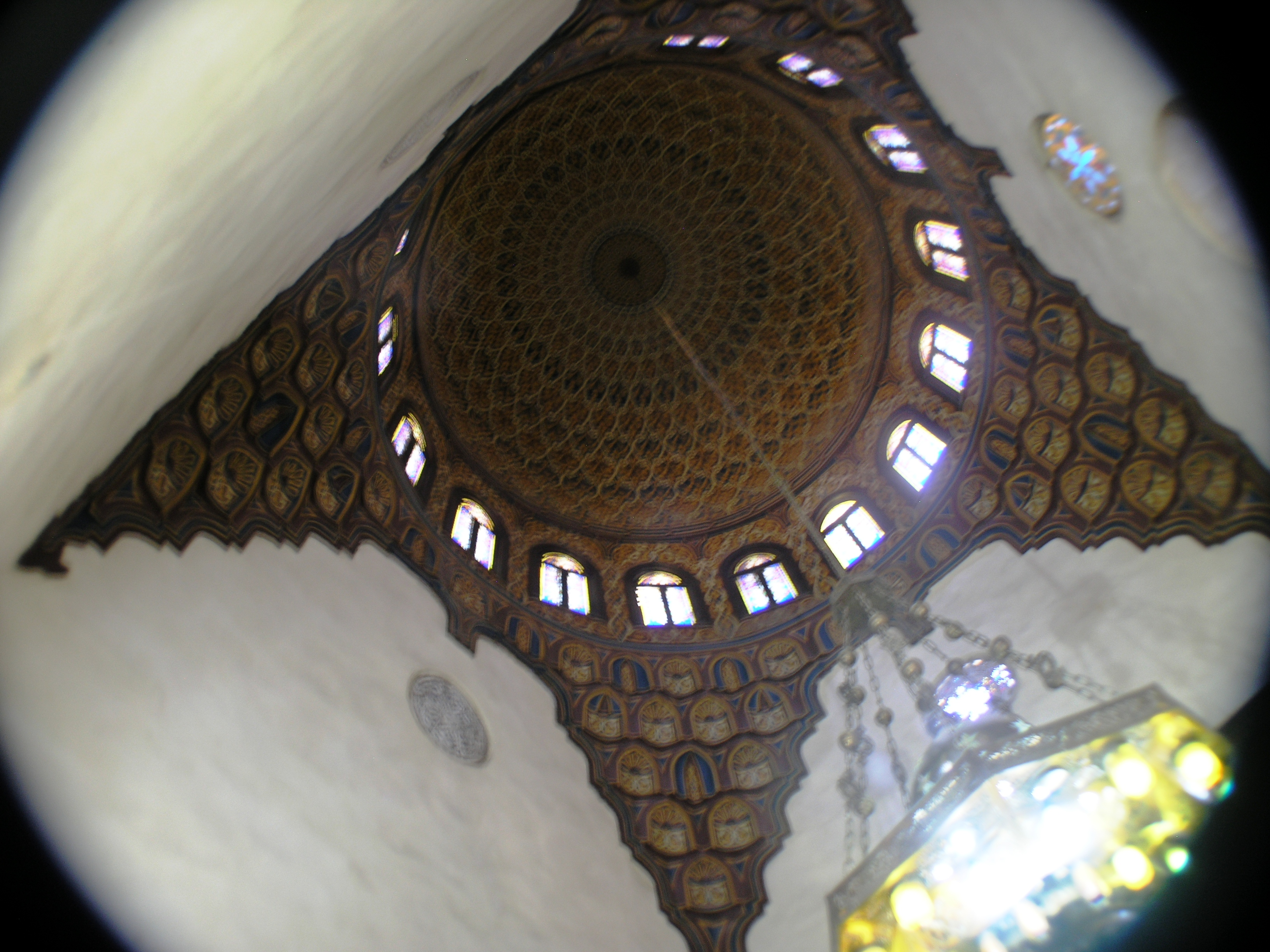
Bên trong một kiến trúc vòm của nhà thờ Al-Azhar.

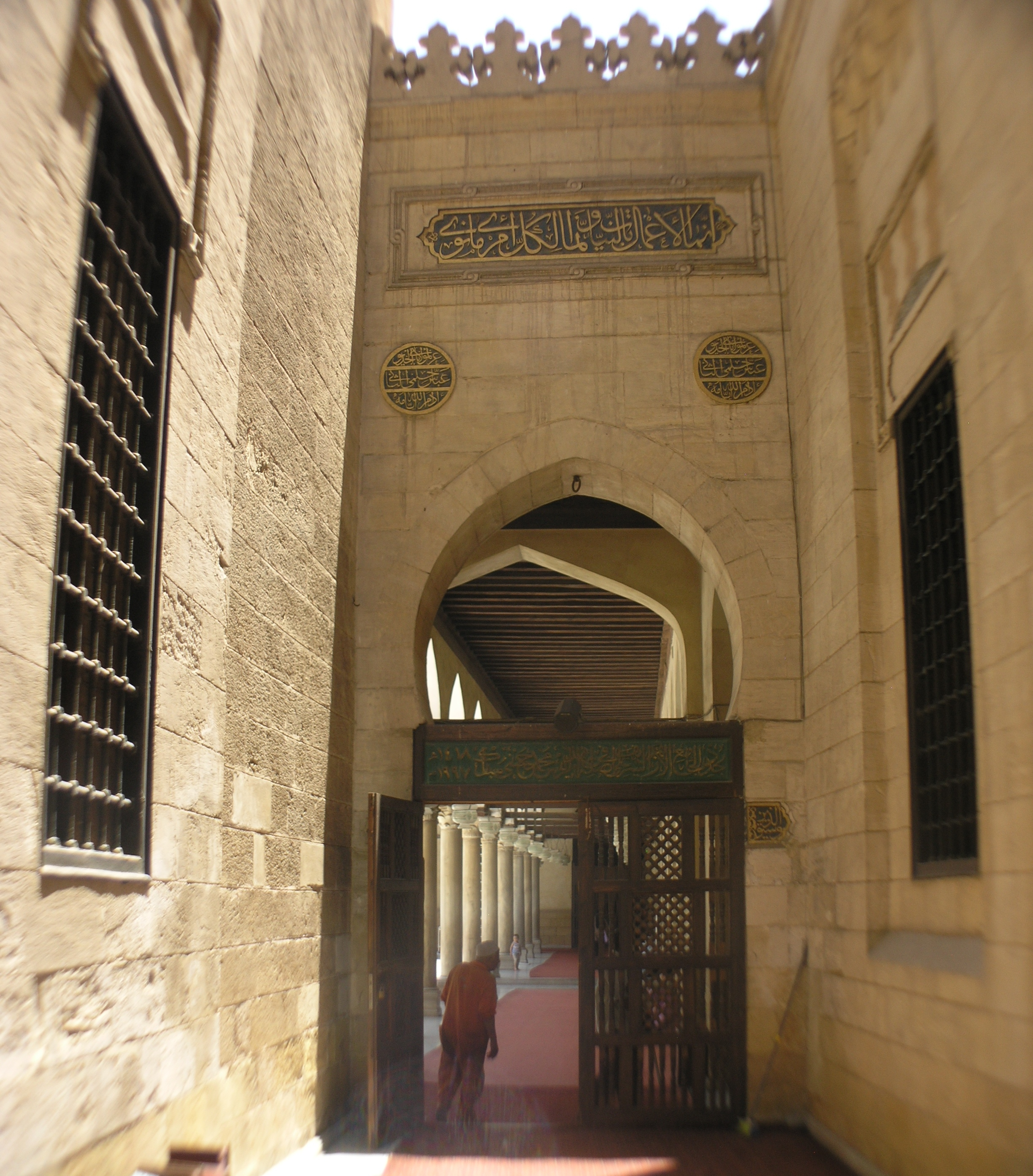
Hành lang.

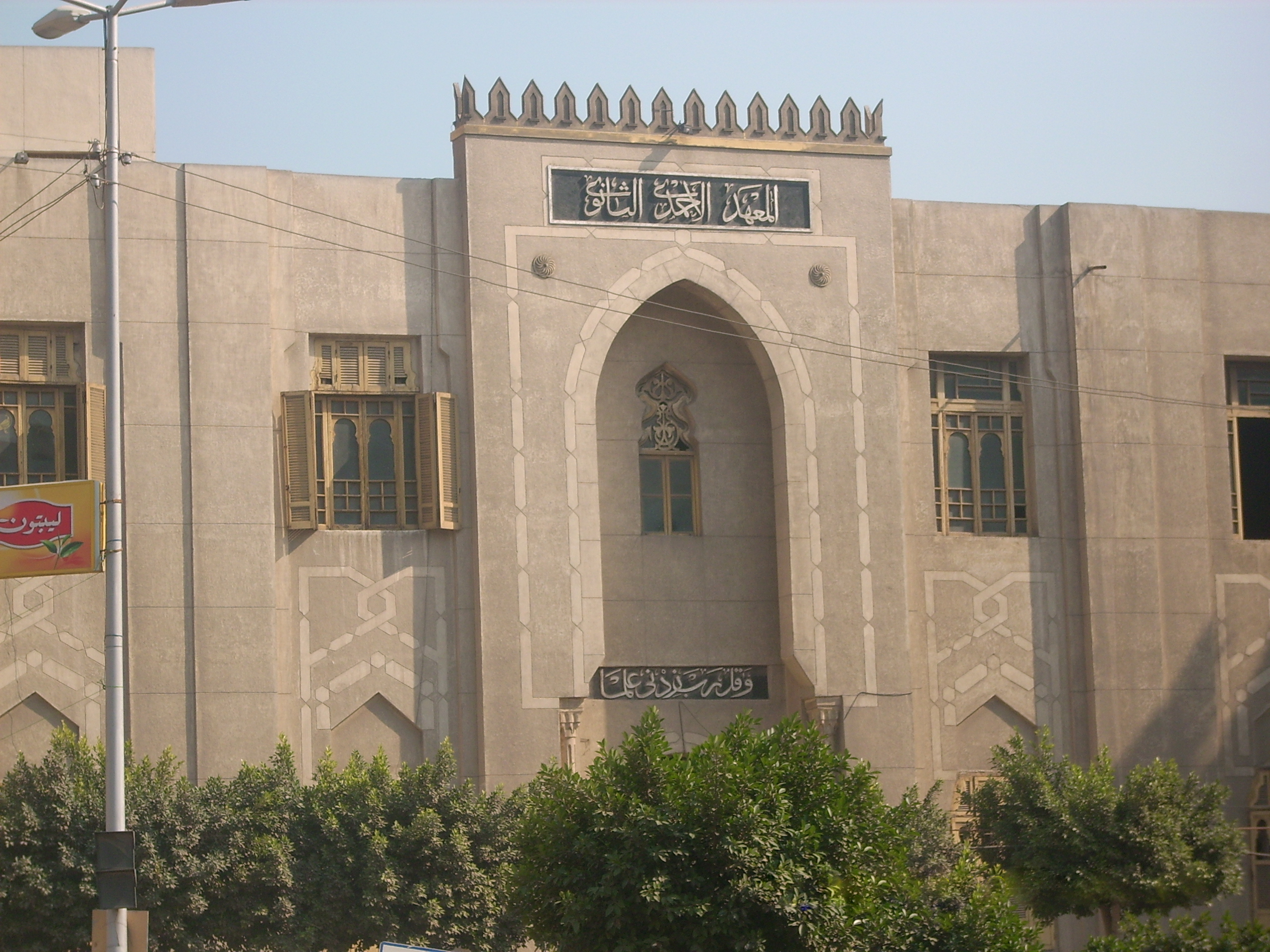
An Azhari institute in Tanta

Bản vẽ nền của nhà thờ Al Azhar

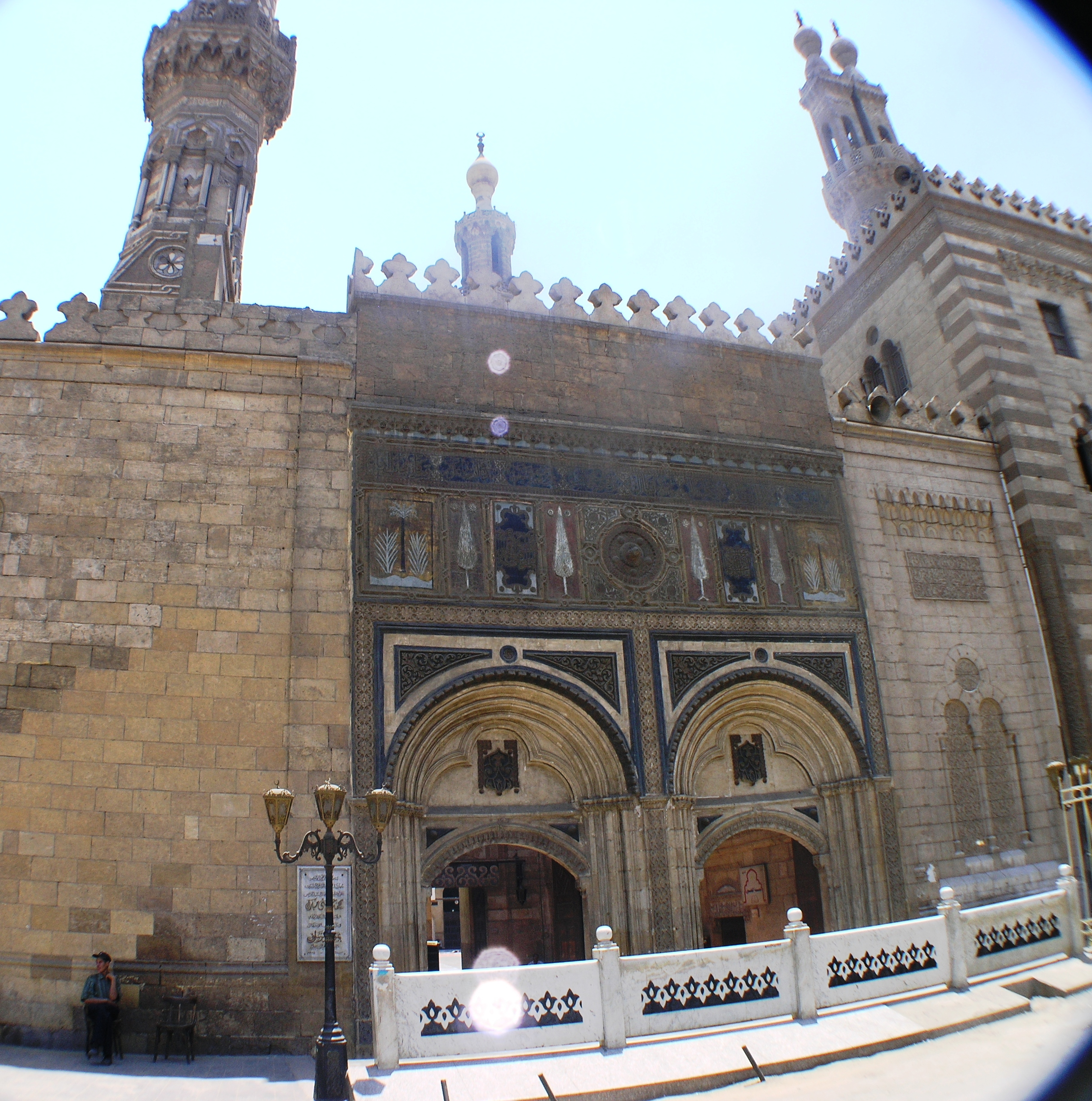
Lối vào nhà thờ và trường đại học. The Minaret of Qunsah al Ghuri có thể thấy ở bên phải

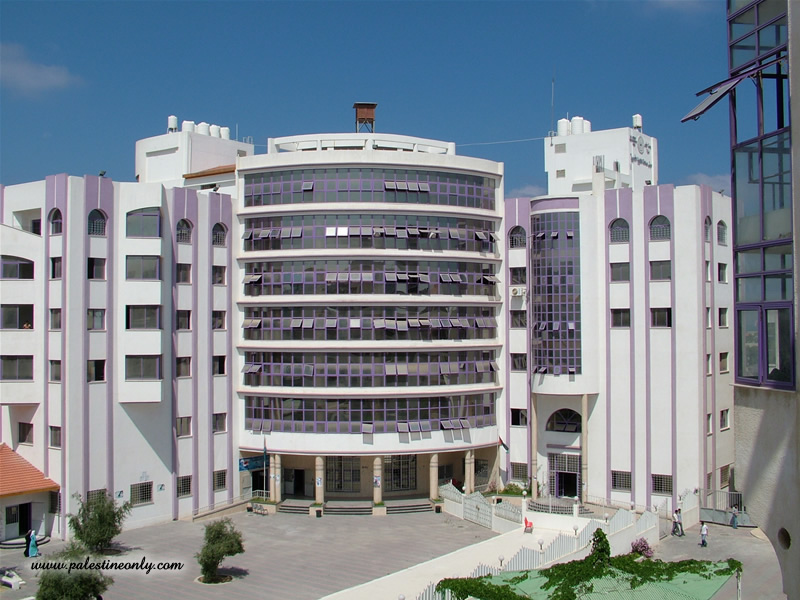
Khoa Nhân văn - Al-Azhar University - Gaza.

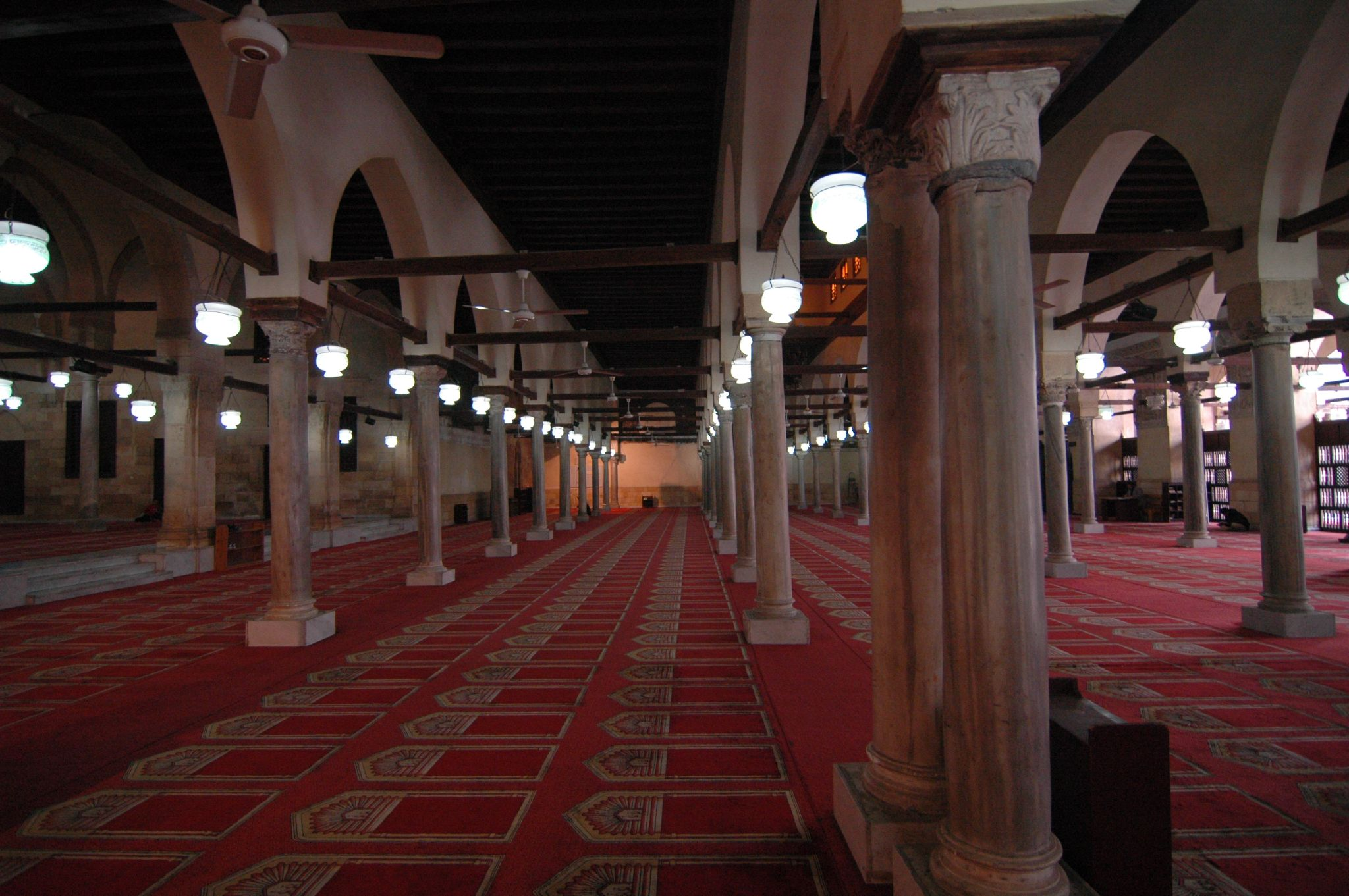

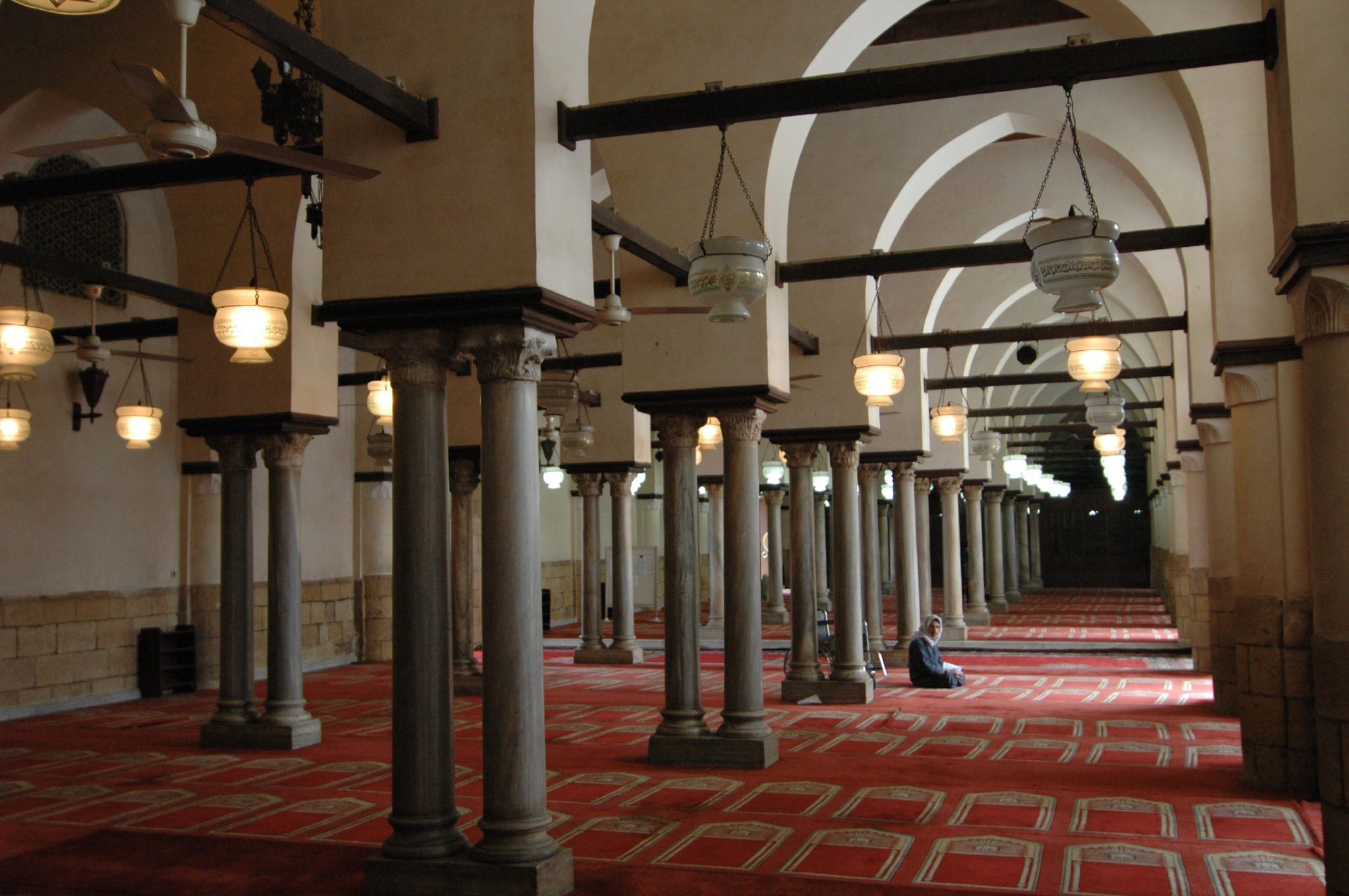
Bên trong Al-Azhar mosque

Đại học Al-Azhar (AHZ-har; tiếng Ả Rập: جامعة الأزهر (الشريف) Jāmiʻat al-Azhar (al-Sharīf), IPA: [ˈɡæmʕet elˈʔɑzhɑɾ eʃʃæˈɾiːf]) là một trường đại học công lập ở Cairo, Ai Cập. Liên kết với nhà thờ Al-Azhar của Cairo Hồi giáo, đây là trường đại học cổ nhất tại Ai Cập và được coi là "Đại học danh giá nhất của Hồi giáo Sunni". Ngoài giáo dục đại học, Al-Azhar giám sát một mạng lưới các trường học với khoảng hai triệu sinh viên. Tính đến năm 1996, hơn 4.000 học viện giảng dạy ở Ai Cập đã được liên kết với trường đại học này.

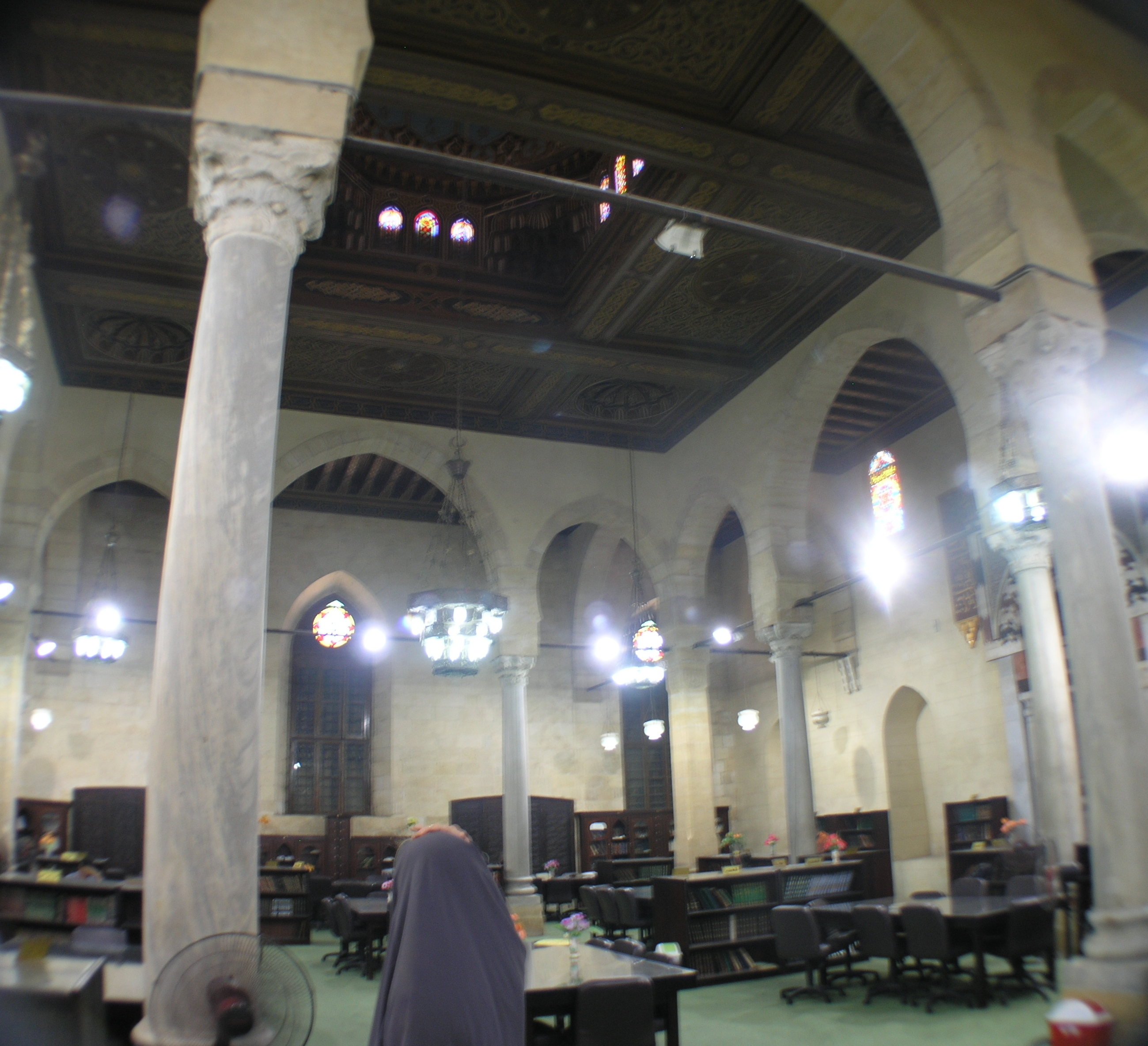
Giảng đường